# Дуковац, Мато
Мато Дуковац (хорв. Mato Dukovac; 23 сентября 1918, Сурчин — 6 июня 1990, Торонто) — хорватский лётчик, наиболее результативный хорватский ас Второй мировой войны, одержавший, по разным данным, от 40 до 44 побед. Вторжение войск гитлеровской Германии встретил в составе 2-й эскадрильи Королевских ВВС Югославии. На службе в рядах ВВС Независимого государства Хорватия и люфтваффе с апреля 1941 года, участник боёв на Восточном фронте в октябре—ноябре 1942 года, феврале—июне 1943 года и октябре—марте 1944 года. Сдался в плен СССР 20 сентября 1944 года, с ноября 1944 года — лётный инструктор ВВС Югославии на авиабазах в Панчево. В апреле 1945 года бежал в Италию, покинул её через год и продолжил службу в ВВС Сирии, участвуя в арабо-израильской войне на стороне сирийцев. После войны осел в Канаде.

## Ранние годы
Мато Дуковац родился 23 сентября 1918 года в городе Сурчин недалеко от Земуна, на территории Королевства Хорватия и Славония, входившего в состав Австро-Венгрии. С молодости увлекался авиацией и полётами на планерах, в 1937 году поступил в 67-й класс Королевской югославской военной академии в Белграде и окончил её 1 апреля 1940 года в звании подпоручика. В октябре того же года начал учёбу в 1-й лётной школе города Панчево.

## Вторая мировая война

### Хорватский воздушный легион
На момент начала войны против гитлеровской Германии Дуковац числился в составе 2-й эскадрильи Королевских ВВС Югославии, базировавшейся на аэродроме в Велика-Горице. 29 апреля 1941 года, уже после капитуляции Королевства Югославии, Дуковац стал военнослужащим ВВС новообразованного Независимого государства Хорватии в звании поручика и был изначально прикомандирован к личному составу штаба ВВС НГХ.
27 июня 1941 года был образован Хорватский воздушный легион — подразделение, которое формировалось для участия в боевых действиях на стороне Германии на Восточном фронте в ходе операции «Барбаросса». 12 июля были созданы авиационные части Легиона — бомбардировочная группа и истребительная группа. Хорватский воздушный легион был частью люфтваффе, все его военнослужащие приносили присягу Адольфу Гитлеру, их обучение велось по воинским уставам Третьего рейха, а они сами носили униформу лётчиков люфтваффе. 15-я (хорватская) истребительная группа люфтваффе (нем. 15. (Kroatische) Staffel), её личный состав прошёл обучение в Германии, отправилась на Восточный фронт в составе 52-го истребительного крыла люфтваффе (нем. Jagdgeschwader 52/JG 52). Дуковац тем временем, в сентябре—октябре 1941 года, был направлен в 120-ю лётную школу люфтваффе (нем. Luftwaffe Flugzeugführerschüle A/B 120) в немецком Пренцлау. В апреле 1942 года он продолжил учёбу на курсах, а в июне был переведён в 4-ю лётную школу (нем. Jagdfliegerschüle 4) в Фюрте. В октябре 1942 года Дуковац в звании лейтенанта люфтваффе и ещё 7 лётчиков присоединились к 15-й истребительной группе 52-го истребительного крыла 15./JG 52 (она же — 15(Kroat)/JG52), действовавшей на Кавказе и оснащённой истребителями Messerschmitt Bf.109G-2. 29 октября Дуковац провёл свой первый боевой вылет, а его сослуживцы в тот же день стали ведомыми в составе группы.

### Первая победа

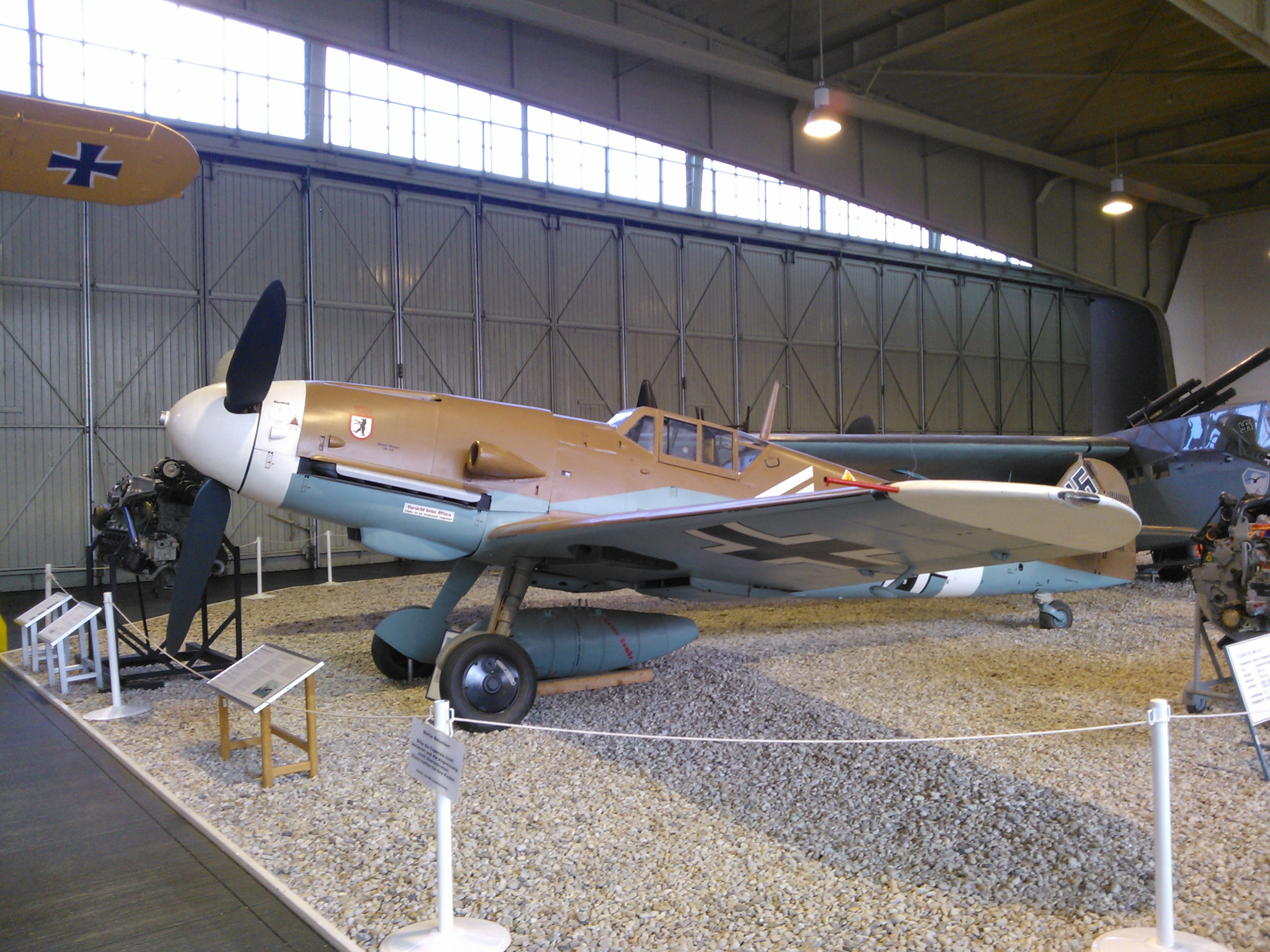
Messerschmitt Bf 109G-2, за штурвалом которого Дуковац одержал первую воздушную победу

11 ноября 1942 года Дуковац выполнял свою 12-ю по счёту миссию, сопровождая пикирующие бомбардировщики Junkers Ju 87 в направлении Лазаревского района. В ходе миссии немцы вступили в бой с истребителями И-16. Дуковац сбил одного из противников над Туапсе, одержав первую победу, однако свой успех в дальнейшем развить не мог, так как через 4 дня весь личный состав по принципу ротации был заменён другими лётчиками и вернулся в Хорватию: к тому моменту для них закончился год службы на Восточном фронте. Личный состав 15./JG 52 получил отдых на три месяца и вернулся на фронт 12 февраля 1943 года. 18 февраля им предоставили самолёты на аэродроме Кракова, и в тот же день они перелетели во Львов, а 21 февраля — в Николаев. К тому моменту вермахт уже утратил превосходство в воздухе на Восточном фронте.

### Второй период пребывания на Восточном фронте
30 марта 1943 года 15./JG 52 перелетела в Керчь, приступив к боевым вылетам на следующий день. 15 апреля лейтенант Мато Дуковац и фельдфебель Виктор Михелчич осуществляли патрулирование над зоной Крымская-Абинская, в ходе которого Дуковац сбил самолёт Bell P-39 Airacobra, поставленный в СССР по ленд-лизу. Через 5 дней Дуковац, взлетев с аэродрома с опозданием, вступил в бой с четырьмя самолётами и, согласно рапорту, сбил ЛаГГ-3, однако свидетелей этой победы не оказалось. В тот же день он и ещё три лётчика, сопровождая группу пикирующих бомбардировщиков Ju-87 и средних бомбардировщиков Ju-88, в небе над Чёрным морем обнаружили группу из 25 советских истребителей и летающих лодок. Дуковац снова отрапортовал о сбитии ЛаГГ-3, но и здесь никто не смог подтвердить это. На следующее утро во время патрулирования над Кабардиновкой Дуковац и его напарник встретились с шестью МиГ-3. Дуковац сообщил об одном сбитом самолёте, но его напарник был подбит, и обоим пришлось уходить. 22 апреля Дуковац, планируя совершить авианалёт на суда около Новороссийска, вынужден был совершить преждевременную посадку из-за проблем с двигателем. В тот же день он вылетел на другом самолёте и сбил ДБ-3.
25 апреля Дуковац и двое других лётчиков осуществляли сопровождение штурмовика Henschel Hs 129 и истребителей Focke-Wulf Fw 190, совершавших авианалёт на советские суда недалеко от Приморско-Ахтарска (было потоплено два малых корабля). 27 апреля Дуковац сбил ещё один ЛаГГ-3 между станицами Крымской и Абинской во время выполнения задания по сопровождению бомбардировщика Heinkel He 111, а через три дня снова заявил о ещё одном сбитом ЛаГГ-3, но его ведомый не смог подтвердить эту победу, так как оба они находились слишком далеко друг от друга в ходе боя. 1 мая Дуковацем было потоплено небольшое судно, а на следующий день во время сопровождения группы бомбардировщиков He-111 Дуковац и его напарник вступили в бой против двух ЛаГГ-3, заявив о сбитии обоих самолётов противника, но и здесь не нашлось свидетелей этих побед. Утром 3 мая Дуковац сообщил о победе над одним из четырёх ЛаГГ-3, обнаруженных около Крымской.

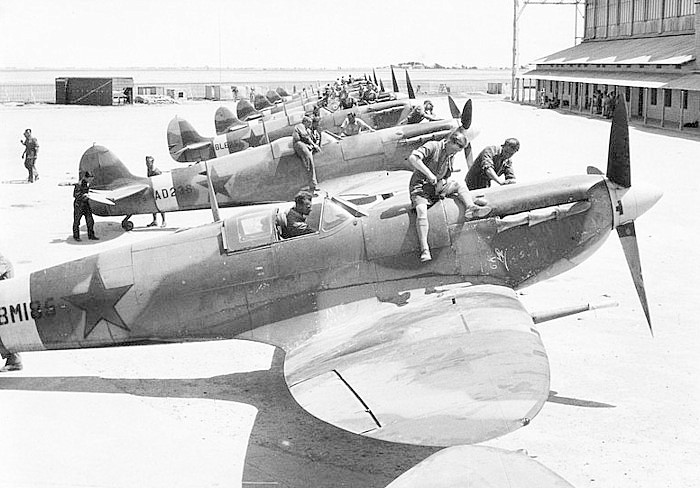
Самолёт типа Supermarine Spitfire V, два из которых были сбиты Дуковацем 25 мая

Днём 3 мая Дуковац и ещё один пилот во время сопровождения штурмовиков Hs-129 вступили в бой против семи штурмовиков Ил-2 и шести истребителей. Машина Дуковаца была повреждена, и он вынужден был сесть, но при этом сбил один штурмовик Ил-2. Следующим утром после очередной миссии по сопровождению бомбардировщиков He-111 Дуковац снова совершил вынужденную посадку около Варениковской. 5 мая Дуковац сообщил о двух победах над ЛаГГ-3 утром и о ещё одной воздушной победе во время сопровождения Ju-87. Вечером 6 мая он сбил ЛаГГ-3 во время сопровождения группы бомбардировщиков Ju-87, а 8 мая во время сопровождения разведывательного самолёта Fieseler Fi 156 сбил ещё один ЛаГГ-3. 12 мая в состав группы прибыли лётчики, которые служили в первый период пребывания хорватских ВВС на Восточном фронте, и другие лётчики, имевшие опыт службы в югославских королевских ВВС.
Следующую победу Дуковац одержал только 25 мая, сбив два самолёта типа Supermarine Spitfire V к юго-востоку от Темрюка, а через два дня вместе с двумя пилотами к западу от Трарехофа вступил в бой с восемью ЛаГГ-3. Каждый из лётчиков заявил об одной победе, но победу Дуковаца никто подтвердить не мог. 30 мая он сообщил о сбитом ЛаГГ-3 в ходе миссии по сопровождению He-111. Однако в эти же дни начали поступать сообщения о массовом дезертирстве лётчиков на советскую сторону, вследствие чего оставшихся пилотов отправили на допрос, а истребительную группу 15./JG 52 сняли с фронта. По итогам второго периода пребывания на Восточном фронте Дуковац официально занёс в свой актив 19 официальных побед (пять из них изначально не подтверждались) и одну неподтверждённую.

### Третий период пребывания на Восточном фронте
Большую часть личного состава 15./JG 52 по распоряжению командования люфтваффе заменили новобранцами, сохранив несколько ветеранов, которые продолжили с ними обучение в Фюрте. 1 октября 1943 года, когда 12 человек были выпущены из лётной школы, командование над ними принял штаффелькапитан (нем. Staffelkapitan) Мато Дуковац — на тот момент обер-лейтенант люфтваффе. Он и ещё двое человек прибыли в Николаев 21 октября, получив в своё распоряжение восемь истребителей Bf.109 модификаций G-4 и G-6. Прибыв на аэродром Багерово, хорватские лётчики приступили к боевым вылетам с 26 октября 1943 года. 29 октября Дуковац одержал первую победу за третий период своего пребывания на Востоке, сбив к югу от Керчи ЛаГГ-3. В течение нескольких двух дней он сбил также Ил-2, ещё один ЛаГГ-3 и Ju-87. 1 ноября стало самым результативным днём для его группы: лётчики сбили в общей сложности 11 самолётов противника, не понеся при этом потерь, а лично Дуковац сбил два штурмовика Ил-2. 2 ноября им были сбиты ещё два штурмовика, однако истребители сопровождения смогли повредить его машину, и в итоге около Мариенталя самолёт Дуковаца рухнул, но сам лётчик не пострадал. 6 ноября он увеличил свой счёт, сбив ДБ-3. 15 ноября его группа перелетела в Каранкут, а через 4 дня Дуковац сбил ещё один ЛаГГ-3. К концу ноября вылеты сократились до минимума, но Дуковац сумел сбить два штурмовика Ил-2 7 декабря у Багерово, доведя число личных побед до 31.

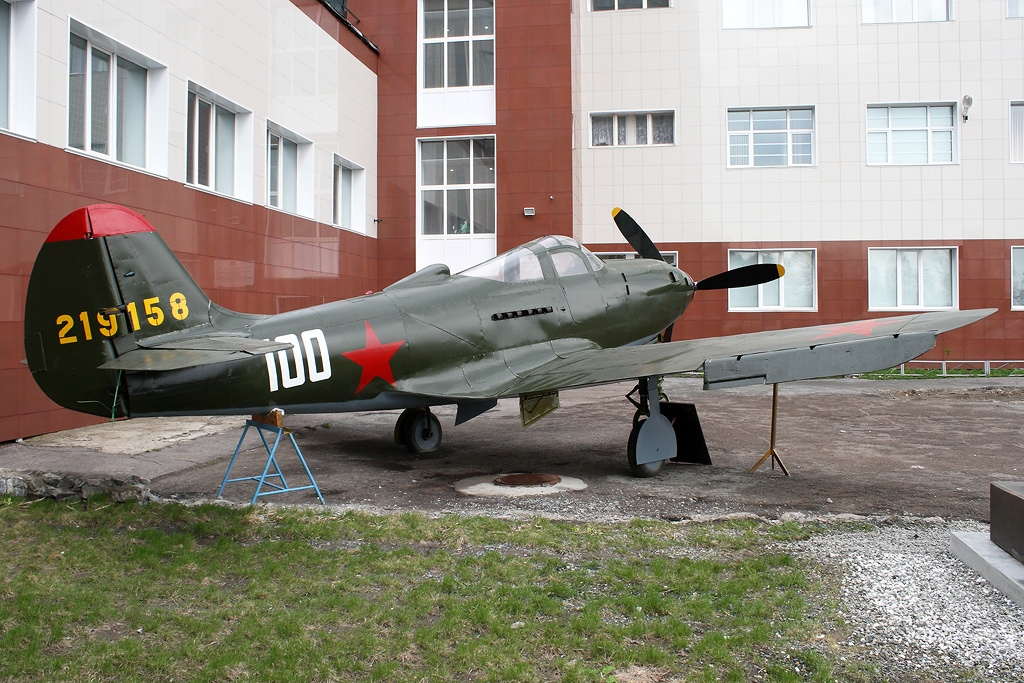
P-39 Airacobra — последний самолёт, который был сбит Дуковацем в составе люфтваффе

Следующую победу Дуковац одержал 12 января, сбив Як-1, а 25 февраля отметился пятью вылетами. В первом боевом вылете он и его ведомый сбили по одному истребителю типа Як-1, во втором вылете он сбил Як-1 и P-39. Третий и четвёртый вылеты прошли без результатов, а пятый закончился тем, что самолёт Дуковаца был подбит P-39 и разбился. В результате жёсткой посадки Дуковац получил травму позвоночника и был эвакуирован в полевой госпиталь. Через 10 дней он встал на ноги и вернулся в расположение группы, однако узнал, что всего три лётчика были в полной готовности к вылетам. Ещё два пилота погибли в середине марта, и люфтваффе приняло решение немедленно свернуть деятельность группы 15./JG 52, отправив личный состав домой. Всего группа Дуковаца сбила 297 самолётов, из них 37 были официально записаны на счёт командира группы, а из ещё восьми неподтверждённых побед Дуковаца семь были подтверждены позднее.
В начале июля люфтваффе отменило решение о снятии 15-й истребительной группы с фронта, и гауптман (капитан) Дуковац вместе с группой ветеранов и новобранцев снова отправился на Восточный фронт, сначала прибыв в Румынию, а оттуда в Словакию. Однако никому из них не предоставили самолётов, а 21 июля было объявлено о расформировании Хорватского воздушного легиона. Тем не менее, в августе все лётчики отправились на аэродром Эйхвальд в Восточной Пруссии, где им выдали 10 истребителей типа Bf.109G-14. В начале сентября они перелетели на территорию Литвы, готовясь к продолжению службы.

### Дезертирство
20 сентября 1944 года Дуковац и его напарник Шполяр, совершив вылет с аэродрома Лабиау, перелетели линию фронта и сдались советским войскам, о чём вскоре стало публично известно. Согласно позднейшему признанию Дуковаца, он пытался спасти от плена Шполяра, чей самолёт был подбит, но в плен угодили оба.
После этого случая группа Дуковаца была расформирована, а личный состав был преобразован в пехотную часть, приступив к учениям в Восточной Пруссии. В начале 1945 года пехотинцам разрешили вернуться в НГХ, где их снова зачислили в хорватские ВВС. В ноябре 1944 года Дуковац был передан югославским партизанам, получив должность лётного инструктора в ВВС Югославии. Через месяц его произвели в капитаны ВВС Югославии, а после перегона нескольких самолётов типа Як он был назначен лётным инструктором в Панчево. Однако к февралю 1945 года в адрес Дуковаца стали всё чаще звучать провокации и оскорбления со стороны сослуживцев, которые не доверяли ему как бывшему лётчику НГХ, и он подал заявку на перевод в другую часть. В апреле он был назначен инструктором 1-й лётной учебной школы в Задаре.
Накануне ареста, 8 апреля 1945 года Дуковац угнал самолёт de Havilland Tiger Moth, перелетел через Адриатику и приземлился в Италии. Он назвался пилотом Люфтваффе и был размещён в лагере беженцев в Модене, а затем в Баньоли-дель-Триньо.

## После Второй мировой войны

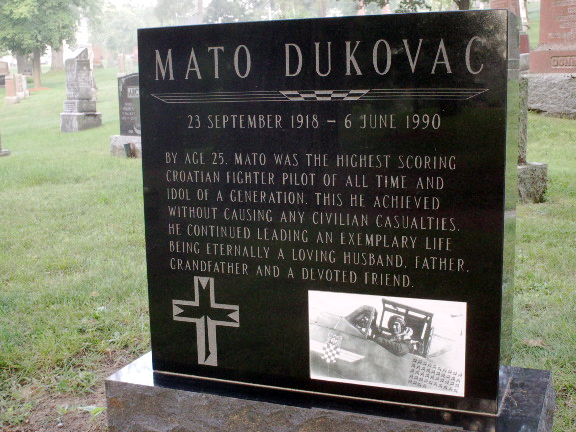
Могила Дуковаца в Кингстоне, Онтарио

В январе 1946 года Мато Дуковац эмигрировал в Сирию. Дуковац командовал 1-й эскадрильей САВВС (база Эстабаль, долина Бекаа на востоке Ливана) во время арабо-израильской войны. В конце войны Дуковац эмигрировал в Канаду. Он осел в Торонто и завёл семью. Работал в компании IBM и основал крупнейшую организацию хорватских эмигрантов Канады — «Объединённые хорваты Канады» (англ. United Croats of Canada). Скончался в Торонто 6 июня 1990 года
Историками Дуковац официально считается самым результативным хорватским асом Второй мировой войны. Однако споры о том, сколько он одержал побед, продолжаются и в настоящее время. Так, документы НГХ, обнаруженные Военно-историческим институтом в Белграде после кончины Дуковаца, свидетельствуют о 44 подтверждённых победах. В другом источнике указаны 40 официально подтверждённых побед и 5 неподтверждённых побед. Среди сбитых самолётов, указанных в хорватских документах, значатся 18 самолётов типа ЛаГГ-3, 12 типа Ил-2, 3 типа P-39, по 2 типов ДБ-3 и Як-1, а также по одному самолёту типов И-16, МиГ-3, Supermarine Spitfire, Ла-5, Як-9, Пе-2 и Junkers A 35 (A-20). В хорватских документах есть упоминание об ещё одном сбитом самолёте, но победа не была официально подтверждена.